# Mahishmati

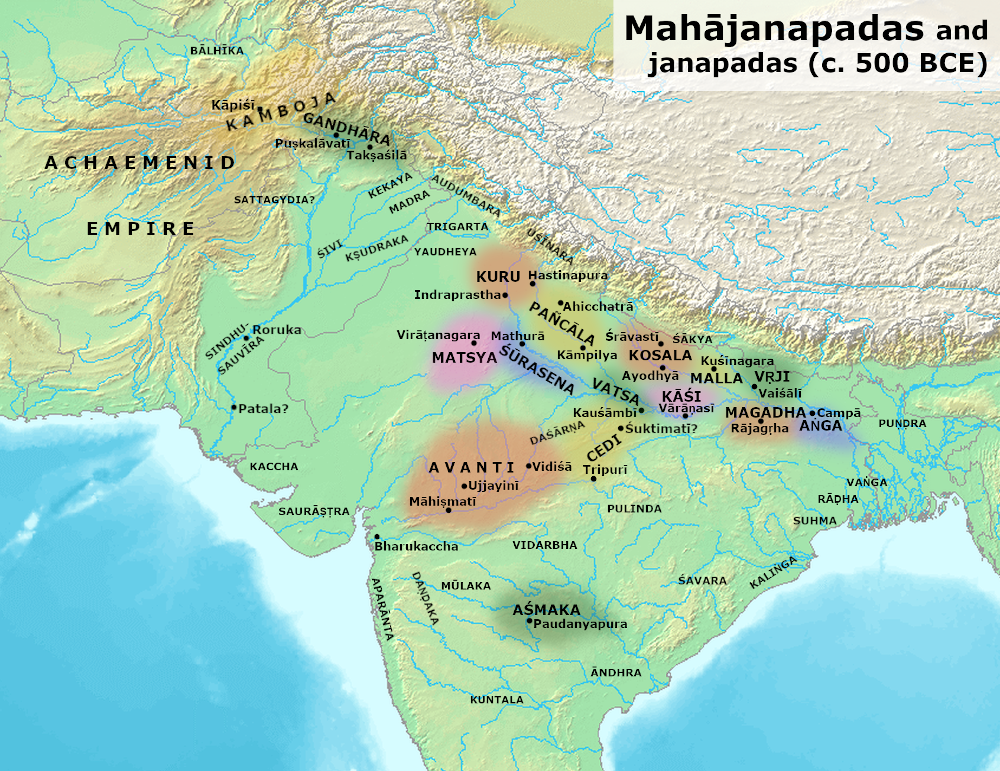
Carte des 16 Mahājanapadas, avec Mahishmati et le royaume d'Avanti au centre, en marron.

Mahishmati (IAST : Māhiṣmatī) est une ancienne ville de l'actuelle région Madhya Pradesh, au centre de l'Inde. Elle était située sur les rives de la rivière Narmada, bien que son emplacement exact reste incertain.
Elle est mentionnée dans plusieurs textes anciens, et aurait été dirigée par le légendaire souverain Haihaya (en) Kartavirya Arjuna (en). Mahishmati était la ville la plus importante de la partie méridionale du royaume d'Avanti (en) et devint plus tard la capitale du royaume d'Anupa (en). La ville pourrait avoir prospéré jusqu'au XIIIe siècle, comme indiqué par une inscription datant de la dynastie Paramara.

## Identification

### Informations générales
Bien qu'il y ait plusieurs références à Mahishmati dans la littérature indienne ancienne, son emplacement exact est incertain. Les informations suivantes sur l'emplacement de Mahishmati sont connues :
- Elle était située sur les rives de la rivière Narmada[1];
- Elle était située au sud de Ujjain et au nord de Pratishthana, sur la route reliant les deux villes (selon Sutta Nipāta). Patañjali mentionne qu'un voyageur partant d'Ujjain a vu le lever du soleil à Mahishmati[2];
- Elle était située dans le royaume d'Avanti (en) et faisait parfois partie d'un royaume séparé près d'Avanti. Il remplaça Ujjain comme capitale du royaume pendant une brève période. Il a également servi de capitale aux autres royaumes qui se sont séparés d'Avanti, tels qu'Anupa (en)[2],[3];
- Avanti était divisé en deux parties par les Vindhyas. Ujjayini était situé dans la partie nord, tandis que Mahishmati était situé dans la partie sud[4].

Plusieurs villes du Madhya Pradesh, situées le long de la rivière Narmada, seraient d'anciennes Mahishmati :

### Mandhata ou Omkareshwar
F. E. Pargiter (en) et G. C. Mendis, entre autres, identifient Mahishmati avec l'île de Mandhata (en) (Omkareshwar).
Selon Pargiter, la description de Mahishmati dans Raghuvaṃśa indique clairement qu'elle était située sur une île. De plus, Harivaṃśa affirme que le fondateur de Mahishmati était Muchukunda (en), le fils du roi Mandhatri (en). Une inscription du roi Devapala (en) datant de 1225 de notre ère a été découverte à Mandhata. Il enregistre l'attribution d'un village à des brahmanes et indique que l'attribution a été faite pendant que le roi séjournait à Mahishmati.

### Maheshwar
Hasmukh Dhirajlal Sankalia (en), Pramatha Nath Bose (en) et Francis Wilford (en) entre autres, identifient Mahishmati avec l'actuelle Maheshwar.
Pargiter critique cette identification, affirmant que les prêtres brahmanes de Maheshwar ont revendiqué leur ville comme étant l'ancienne Mahishmati sur la base de noms homophones afin de glorifier leur ville.

### Autres identifications obsolètes
Des écrivains tels qu'Alexander Cunningham John Faithfull Fleet (en) et Girija Shankar Agrawal ont identifié Mandla comme l'emplacement de l'ancienne Mahishmati. Cependant, ce point de vue n'est plus considéré comme exact par les chercheurs modernes.
B. Lewis Rice (en) a identifié Mahishmati comme un lieu de l'ancien État de Mysore (l'actuel Karnataka). Son argument reposait sur le Mahabharata, qui indique que Sahadeva a traversé le fleuve Kaveri pour se rendre à Mahishmati. Cependant, à côté du Kaveri méridional, il existe un Kaveri plus petit (en), qui rencontre Narmada près de Mandhata.